# … Sings Modern Talking: The 1st Album
Sings Modern Talking: The 1st Album — семнадцатый студийный альбом немецкого певца Томаса Андерса, выпущенный 7 марта 2025 года. Первый альбом на английском языке с 2021 года. В альбоме представлены заново записанные версии всех композиций Modern Talking из первого альбома и три новые песни Андерса в стиле Modern Talking. Продюсером альбома стал Кристиан Геллер.
Выходу Sings Modern Talking: The 1st Album предшествовали релизы двух синглов из альбома: «You're My Heart, You're My Soul (Thomas' Version)» и «There's Too Much Blue in Missing You (Thomas' Version)». Последняя до 2025 года всегда исполнялась только Дитером Боленом.
На обложке альбома изображено два Томаса Андерса: молодой из 1980-х годов и из настоящего времени.
Данный альбом можно считать[почему?] второй попыткой Томаса и Геллара воссоздать звук Modern Talking после выпуска Cosmic.

## История создания
В конце 2024 года после выхода второго дуэтного альбома Томаса Андерса и Флориана Зильберайзена Nochmal! Томас Андерс объявил, что в честь 40-летнего юбилея со дня основания Modern Talking в 2025 году выйдут первые шесть альбомов дуэта, исполненные Андерсом с новыми аранжировками. В каждом альбоме будут ещё по 2-3 новые песни Андерса в стиле Modern Talking.
В январе 2025 года вышел первый сингл с Sings Modern Talking: The 1st Album — «You're My Heart, You're My Soul (Thomas' Version)». Поклонники восприняли данную композицию неоднозначно.
14 февраля состоялся релиз песни «There's Too Much Blue in Missing You (Thomas' Version)». В интервью Томас Андерс говорил, что раньше ему не хотелось исполнять эту песню, поэтому во времена существования Modern Talking её пел Дитер Болен. Но сейчас он переосмыслил это и решил включить её в новый альбом.
13 марта 2025 года вышел клип на новую песню «Don't Fly Too High».

## Критика

### В Европейских странах
В немецком журнале Musikexpress об альбоме писалось следующее:
Новые записи уступают оригиналу в эмоциональной насыщенности и динамичности исполнения. Энергия молодых исполнителей эпохи 1980-х заметно отличается от зрелого подхода Андерса в наши дни.
Французская газета Le Monde de la Musique подчеркивает историческое значение проекта, отмечая, что он позволяет вспомнить эпоху диско и ранних 1980-х, ставшую символом целой музыкальной эры. Критикам импонирует оригинальность концепции: "Два Томаса Андерса — молодой и сегодняшний — олицетворяют встречу прошлого и будущего."
Однако отмечается отсутствие прежнего юношеского задора, присущего первым версиям песен Modern Talking. Песни воспринимаются менее энергично, что связано с изменениями голоса и манеры исполнения Томаса с годами. 
Редакторы испанской газеты El Mundo del Disco видели в проекте Томаса попытку сохранить наследие Modern Talking. Они считают, что хотя старые песни потеряли свою первоначальную энергию, новые интерпретации позволяют оценить вклад каждого участника дуэта отдельно. Испаноязычные журналисты признают усилия музыканта в сохранении наследия и отдают дань уважения памяти о великих годах современного разговора.
Они особо выделяют композиционную новинку альбома — песню «Don't Fly Too High», выполненную в стилистике современных баллад, контрастирующую с традиционными композициями дуэта.
Итальянские рецензенты газеты Corriere della Musical акцентируют внимание на романтическом аспекте альбома, считая, что современные интерпретации старых песен придают новым трекам особую глубину и мудрость, отсутствующую в оригинальных версиях. По мнению итальянцев, альбом прекрасно отражает эволюцию исполнительской техники Томаса Андерса и демонстрирует мастерство продюсирования Кристиана Геллера.
При этом отмечается, что, несмотря на качественную запись и превосходное исполнение, альбом уступает в общей привлекательности оригинальной работе Modern Talking периода 1980-х годов.
Шведские музыкальные обозреватели из газеты Dagens Musiktidningen характеризуют альбом как дань прошлому, отмечая высокую техническую реализацию и качество звука. Они указывают, что старое звучание классической эпохи возвращается на сцену, позволяя современным поклонникам ощутить дух молодости, ассоциирующийся с музыкальными стилями тех времён.
Тем не менее шведские специалисты сходятся во мнении, что новому альбому недостаёт той уникальной атмосферы первой волны Modern Talking, определяемой энергией и непосредственностью молодого коллектива.

### В России
Российский журналист и музыкальный критик Алексей Мажаев высказался об альбоме следующим образом, поставив оценку 7 из 10 звёзд:
Благодаря версии 2025 года становится понятно, что секрет успеха на самом деле заключался не в мелодиях, не в вокале и даже не в локонах Андерса – а в молодой энергии, с которой исполнялись эти песни. Их звучание на новом альбоме – что называется, почувствуйте разницу. При всех стараниях Томаса Андерса новые записи производят впечатление, будто кто-то из участников «Дискотеки 80-х» забыл старую добрую фонограмму и решил спеть вживую. Дело даже не в возрастных изменениях вокала, а опять-таки в энергии: новые версии не заводят ни публику, ни самого исполнителя. Издание включает также второй диск с ремиксами на все песни – но даже ритмизация и увеличение темпа не сильно добавляют драйва.
В музыкальном журнале Звуки.ру представлены схожие мнения. Отмечаются концептуальность альбома, но без эффективности исполнения. Оригинальные композиции сохранены почти дословно, но новое прочтение выглядит устаревшим и теряет привлекательность, свойственную раннему творчеству дуэта. Некоторые пользователи сети предполагают использование нейросети для обработки вокальных партий, подчеркивая странность отсутствия видимых признаков старения голоса.
Пользователи форумов Melomania и Soundplanet также скептически относятся к идее перезаписи классических треков. Отмечается высокий уровень профессионализма, но разочарование отсутствием инноваций и интереса к экспериментальному подходу. Некоторые любители старой школы критикуют потерю аутентичности звучания, заявляя, что оригинальный Modern Talking звучит лучше и убедительнее.

## Список композиций
Все песни написаны Дитером Боленом и Кристианом Геллером.
| №   | Название                                                   | Длительность |
| --- | ---------------------------------------------------------- | ------------ |
| 1.  | «You're My Heart, You're My Soul (Thomas' Version)»        | 3:36         |
| 2.  | «You Can Win If You Want (Thomas' Version)»                | 3:43         |
| 3.  | «There’s Too Much Blue In Missing You (Thomas' Version)»   | 3:50         |
| 4.  | «Diamonds Never Made A Lady (Thomas' Version)»             | 4:12         |
| 5.  | «The Night Is Yours — The Night Is Mine (Thomas' Version)» | 5:30         |
| 6.  | «Do You Wanna (Thomas' Version)»                           | 4:27         |
| 7.  | «Lucky Guy (Thomas' Version)»                              | 3:36         |
| 8.  | «One In A Million (Thomas' Version)»                       | 4:02         |
| 9.  | «Bells Of Paris (Thomas' Version)»                         | 4:31         |
| 10. | «Don't Fly Too High (New Bonus Track)»                     | 3:25         |
| 11. | «Hold Me Tight In The Night (New Bonus Track)»             | 3:14         |
| 12. | «Catch Me I'm Falling (New Bonus Track)»                   | 3:18         |

## Клипы
- Don't Fly Too High